# Проходження Меркурія по диску Сонця

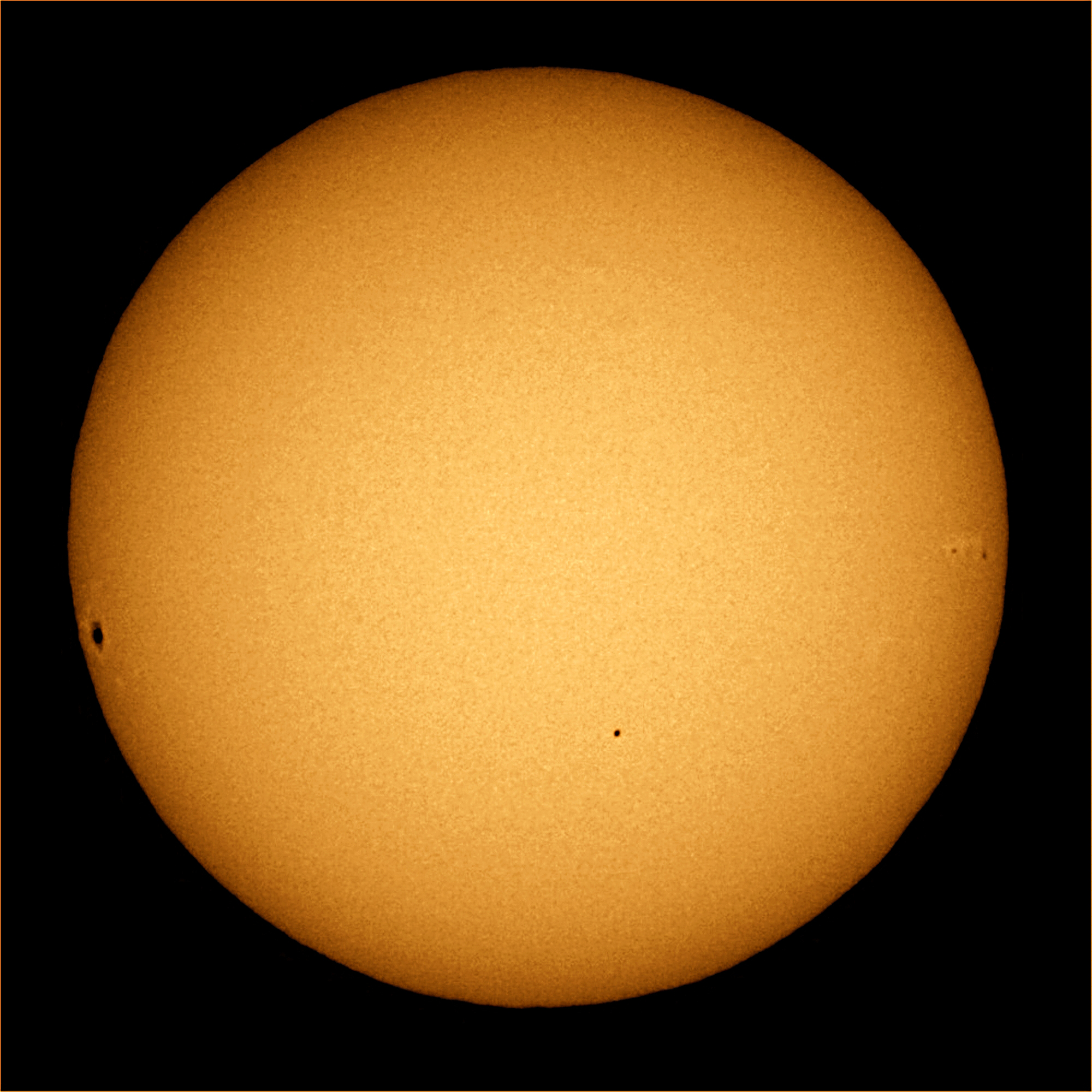
Проходження Меркурія (маленька чорна точка нижче і трохи праворуч від центру) по диску Сонця 8 листопада 2006 року. Видно сонячні плями № 921, 922, і 923

Проходження Меркурія по диску Сонця — астрономічний транзит, при якому Меркурій проходить точно між Сонцем і Землею (або іншою точкою спостереження, якою може бути, наприклад, космічний апарат). При цьому Меркурій видно із Землі як маленьку чорну точку, яка переміщується по диску Сонця.
Проходження Меркурія по диску Сонця відбуваються достатньо рідко: у середньому — 13 разів на століття. Вони поділяються на травневі й листопадові. Травневі транзити повторюються з періодами 13 чи 33 років, листопадові — 7, 13 або 33 років.
Попередні проходження відбулися 15 листопада 1999 року, 7 травня 2003 року, 8 листопада 2006 року і 9 травня 2016 року, а також 11 листопада 2019 року. Наступне відбудеться 13 листопада 2032 року.
Перше спостереження цього явища виконав П'єр Гассенді 7 листопада 1631 року.
| Майбутні проходження Меркурія по диску Сонця | Майбутні проходження Меркурія по диску Сонця | Майбутні проходження Меркурія по диску Сонця | Майбутні проходження Меркурія по диску Сонця |
| Дата середини проходження                    | Час (UTC)                                    | Час (UTC)                                    | Час (UTC)                                    |
| Дата середини проходження                    | Початок                                      | Середина                                     | Кінець                                       |
| -------------------------------------------- | -------------------------------------------- | -------------------------------------------- | -------------------------------------------- |
| 11 листопада 2019                            | 12:35                                        | 15:20                                        | 18:04                                        |
| 13 листопада 2032                            | 06:41                                        | 08:54                                        | 11:07                                        |
| 7 листопада 2039                             | 07:17                                        | 08:46                                        | 10:15                                        |
| 7 травня 2049                                | 11:03                                        | 14:24                                        | 17:44                                        |
| 9 листопада 2052                             | 23:53                                        | 02:29                                        | 05:06                                        |
| 10 травня 2062                               | 18:16                                        | 21:36                                        | 00:57                                        |
| 11 листопада 2065                            | 17:24                                        | 20:06                                        | 22:48                                        |
| 14 листопада 2078                            | 11:42                                        | 13:41                                        | 15:39                                        |
| 7 листопада 2085                             | 11:42                                        | 13:34                                        | 15:26                                        |
| 8 травня 2095                                | 17:20                                        | 21:05                                        | 00:50                                        |
| 10 листопада 2098                            | 04:35                                        | 07:16                                        | 09:57                                        |
| 12 травня 2108                               | 01:40                                        | 04:16                                        | 06:52                                        |